# جوي بولامويني
جوي ادوى بولامويني هي عالمة كمبيوتر غانية أمريكية وناشطة رقمية ومقرها في معهد ماساتشوستس للتكنولوجيا،
أسست «رابطة العدالة الخوارزمية»، وهي منظمة تتطلع إلى تحدي الانحياز في برامج صنع القرار.

## نشأتها وتعليمها
ولدت بولامويني  في إدمونتون ، كندا، ونشأت في ولاية ميسيسبي و درست في مدرسة قرطبة الثانوية. في التاسعة من عمرها، الهمتها كيسميت - MIT روبوت معهد ماساتشوستس للتكنولوجيا، وتعلمت بنفسها لغة ترميز النص الفائق القابلة للتمديد (XHTML)، جافا سكريبت (JavaScript)، والمعالج المسبق للنصوص الفائقة (PHP).
درست بولامويني كطالبة جامعية علم الحاسوب في معهد جورجيا للتكنولوجيا، حيث بحثت في المعلوماتية الصحية. تخرجت بولامويني كطالبة في برنامج  Stamps President's من معهد جوجيا للتكنولوجيا عام 2012، وكانت اصغر المتأهلين لجائزة InVenture من معهد جورجيا للتكنولوجيا عام 2009.
كانت بولامويني في برنامج منح رودس (Rhodes Scholar)، زميلة في برنامج فولبرايت  (Fulbright)، برنامج Stamps scholar، برنامج Astronaut Scholar، وبرنامج معهد أنيتا بورغ (Anita Borg Institute).كطالبة في برنامج منح رودس، درست التعليم والتكنولوجيا في جامعة اوكسفورد. خلال فترة منحتها، شاركت في أول سنة خدمة رسمية، وعملت في المشاريع التي تركز على المجتمع. منحها معهد ماساتشوستس للتكنولوجيا درجة الماجستير في عام 2017 للأبحاث التي يشرف عليها إيثان زوكرمان.

## العمل والبحث

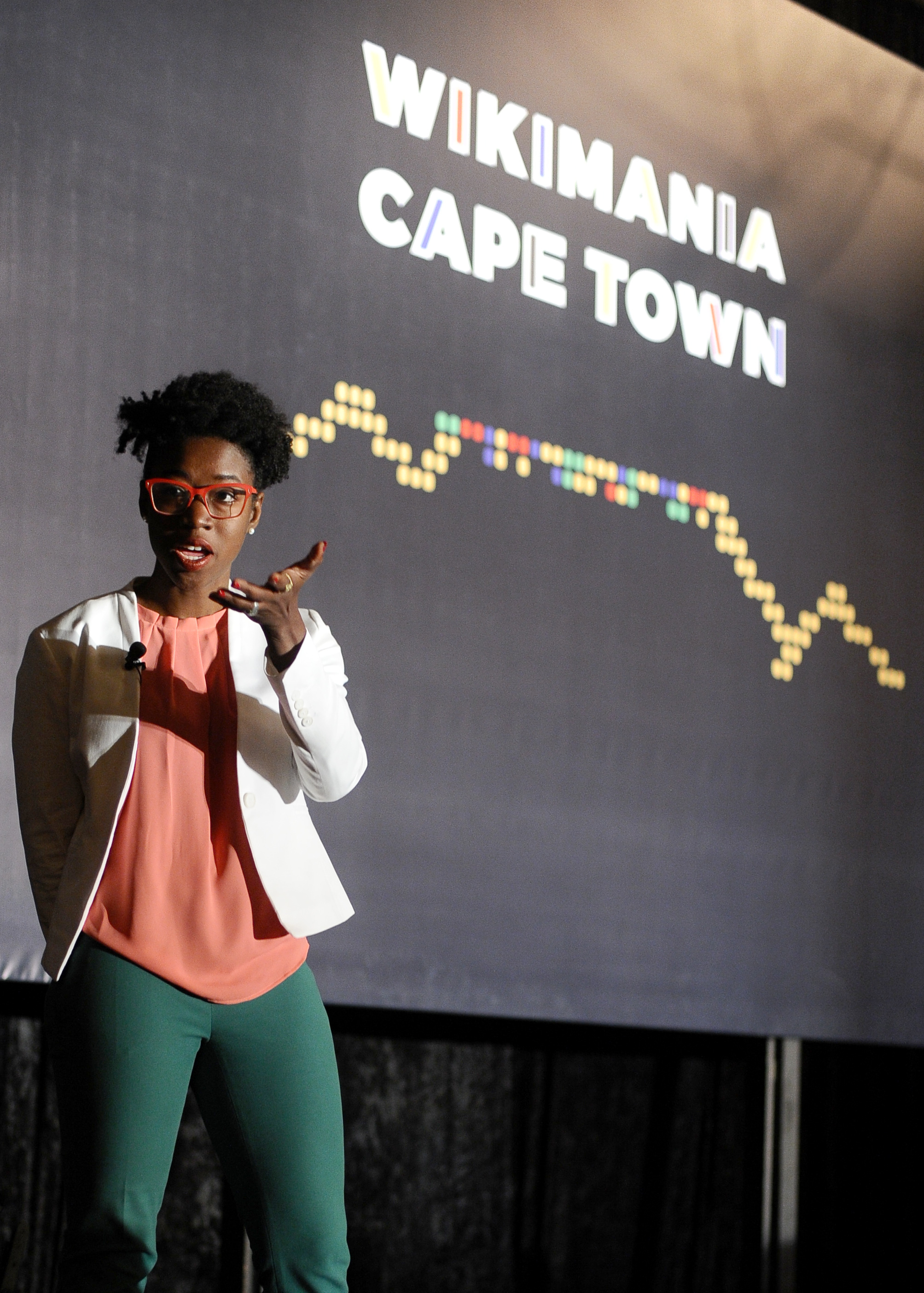
جوي بولامويني في ويكيمانيا 2018 في كيب تاون، جنوب أفريقيا.

في عام 2011، تعاونت مع برنامج التراخوما (Trachoma program)  في مركز كارتر ، لتطوير نظام أندرويد قائم على نظام التقييم لإثيوبيا ومعاون  على  اجتثاث المرض في جميع أنحاء العالم.
كزميلة في برنامج  فولبرايت عام 2013، عملت بولامويني  مع علماء كمبيوتر في زامبيا لتمكين الشباب الزامبي ليصبحوا مبتكرين للتكنولوجيا.  في 14 ايلول 2016، ظهرت  بولامويني  في مؤتمر علوم الكمبيوتر للجميع في البيت الأبيض (Computer Science for All).
وهي أيضا باحثة في مختبر MIT Media Lab، حيث تحدد التحيز في الخوارزميات وتطور ممارسات المسائلة خلال تصميمها  في المختبر، بولامويني  عضوة في مجموعة مركز إيثان زوكرمان للإعلام المدني. خلال بحثها، عرضت بولامويني 1000 وجه على أنظمة التعرف على الوجه وطلبت منهم تحديد ما إذا كانت الوجوه من الذكور أو الإناث، ووجدت أنه من الصعب على البرنامج تحديد النساء من ذوي البشرة الداكنة. جذب مشروعها (Gender Shades) اهتمامًا إعلاميا كبيرا وأصبح جزءًا من أطروحتها في معهد ماساتشوستس للتكنولوجيا. دفع مشروعها الخاص بظلال النوع الاجتماعي (التباين في الدقة بين القطاعات في تصنيف النوع الاجتماعي التجاري) لعام 2018 IBM وMicrosoft للاستجابة، فقاموا بتحسين برامجهم بسرعة. كما صممت مرآة Aspire ، وهو جهاز يتيح لك رؤية انعكاسك بناء على ما يلهمك. يهدف برنامجها Algorithmic Justice League إلى تسلط الضوء على التحيز في الرموز التي يمكن ان يؤدي التمييز المجموعات الممثلة تمثيلا ناقصا. ابتكرت مشروعين (Code4Rights) و (Algorithmic Justice League) للكشف عن التحيز. وهي رئيسة قسم التكنولوجيا لشركة Techturized Inc ، وهي شركة لتكنولوجيا العناية بالشعر.

## الجوائز والتكريمات
في عام 2017، منحت بولامويني الجائزة الكبرى عن الفئة الفنية في مسابقة البحث عن الاشكال المخفية، المترتبطة باطلاق فلم الاشكال المخفية (Hidden Figures) في كانون الأول 2016. تهدف المسابقة، التي ترعاها PepsiCo و 21st Century Fox ، للمساعدة في الكشف عن الجيل القادم من القيادات النسوية في العلوم، التكنولوجيا، الهندسة، والرياضيات، ولجذب 7300 مشاركة شابة عبر الولايات المتحدة.
القت بولامويني خطاب في مؤتمر تيد في شارع بيكون (Beacon Street) بعنوان كيف أحارب التحيز في الخوارزميات. في عام 2018، ظهرت في TED Radio Hour. كتبت مقالة عنها في (Amy Poehler's Smart Girls ) عام 2018. ادرجتها مجلة Fast Company كواحدة من أربعة أبطال تصميم يدافعون عن الديمقراطية عبر الإنترنت. كانت مدرجة كواحدة من 100 امرأة في BBC's 100 عام 2018.و في عام 2018، صنفتها فوربس (Forbes) من بين أفضل 50 امرأة في التكنولوجيا في أمريكا.

## الحياة الشخصية
عاشت بولامويني في غانا، برشلونة، ميمفيس، واتلانتا.